# Фабер, Даниэль Тобиас
Даниэль Тобиас Фабер (нем. Daniel Tobias Faber; 1667—1744) — немецкий органист XVIII века из города Крайльсхайм в Вюртемберге.
Известен благодаря сообщению Иоганна Готфрида Вальтера («Музыкальный лексикон», 1732) о том, что именно он, Фабер, в 1725 году сконструировал клавикорд с тремя независимыми педалями: для forte, для демпфера, дающего piano, и для колокольчиков.